# Sibynomorphus neuwiedi
Sibynomorphus neuwiedi là một loài rắn trong họ Rắn nước. Loài này được Ihering mô tả khoa học đầu tiên năm 1911.